# Halesus nurag
Halesus nurag är en nattsländeart som beskrevs av Malicky in Malicky och Kumanski 1974. Halesus nurag ingår i släktet Halesus och familjen husmasknattsländor. Inga underarter finns listade i Catalogue of Life.